# Rotaract Club
Os Rotaract Clubs são clubes que promovem ações sociais, a preservação ao meio-ambiente e tem o objetivo de formar líderes. São compostos por jovens/adultos com idade a partir dos 18 anos. Os clubes estão, normalmente, afiliados (ou apadrinhados) a um Rotary Club local.
São mais de 10 mil Rotaract Clubs distribuídos em 184 países com mais de 250 mil associados, chamados de rotaractianos.
O Rotaract possibilita o desenvolvimento de jovens lideranças, através da atribuição de cargos e funções dentro do clube, realização de projetos sociais, o desenvolvimento profissional e de oratória, além de intercâmbios de curta duração, dentro e fora do país, promovendo o encontro de jovens lideranças do mundo. Desde campos de férias, a eventos locais, regionais, nacionais e internacionais, bem como  a possibilidade de realizar projetos com dimensão mundial, com qualquer país do mundo.

## Símbolo
O símbolo do Rotaract Club é a engrenagem do Rotary International em cranberry.

## Etimologia
O termo Rotaract é a abreviação em inglês de Rotary in Action, em português "Rotary em ação". Originalmente, o nome veio da junção dos termos Rotary e Interact.

## História
O Rotaract surgiu nos final dos anos 60, nos moldes dos Interact club's, porém com uma dinâmica baseada na univerdade. A iniciativa partiu do Rotary Club de Charlotte North (Estados Unidos), e têm vindo a crescer com grande força desde ai a nível mundial.

## Em Portugal
O Rotaract existe desde 1975 em Portugal. Tal como o Rotary, está dividido em dois distritos, 1960 e 1970, sendo a sua divisão feita pela linha do rio Tejo. No total existem mais de 60 clubes, e cerca de 300 sócios